# Lijst van oorlogsmonumenten in Moerdijk
De Nederlandse gemeente Moerdijk heeft zes oorlogsmonumenten. Hieronder een overzicht.
| Nr.                             | Object                                    | Herdachte groep                     | Ontwerper                            | Onthulling  | Type               | Locatie                                 | Plaats              | Coördinaten                   | Foto                                      |       |
| ------------------------------- | ----------------------------------------- | ----------------------------------- | ------------------------------------ | ----------- | ------------------ | --------------------------------------- | ------------------- | ----------------------------- | ----------------------------------------- | ----- |
| 534                             | Oorlogsmonument                           | algemeen                            | A. Neyens                            |             | beeld/sculptuur    | Timberwolfstraat 5a, 4758 AJ            | Standdaarbuiten     | 51° 36' 37" NB, 4° 30' 56" OL |                                           |       |
| 544                             | Monument op de Algemene begraafplaats     | algemeen, allen, burgerslachtoffers | Ir. J. Slagter                       |             | begraafplaats/graf |                                         | Klundert            | 51° 39' 47" NB, 4° 32' 6" OL  |                                           |       |
| 632                             | Nederlands grafmonument                   | burgerslachtoffers                  |                                      |             | begraafplaats/graf | Wilhelminastraat 64, 4793 EP            | Fijnaart            | 51° 38' 17" NB, 4° 28' 14" OL |                                           |       |
| 2226                            | Monument op de Belgische erebegraafplaats | geallieerde militairen              |                                      | 29 mei 1950 | gedenkmuur         | Lantaarndijk, 4797                      | Willemstad          | 51° 41' 46" NB, 4° 26' 21" OL | Monument op de Belgische erebegraafplaats |       |
| 2327                            | Plaquette in het NS-station               | burgerslachtoffers                  | ir. H.G.J. Schelling, dhr. Winkelman |             | plaquette          | Westelijke Parallelweg 8, 4765 SK       | Zevenbergschen Hoek | 51° 41' 27" NB, 4° 39' 49" OL | Plaquette in het NS-station               |       |
| 3701                            | Klokkenstoel monument                     | algemeen                            |                                      | 4 mei 1985  | overig             | Havendijk, 4782                         | Moerdijk            | 51° 42' 11" NB, 4° 37' 25" OL | Klokkenstoel monument                     | ----> |
| Dit oorlogsmonument op Wikidata | Stolpersteine                             | Joodse oorlogsslachtoffers          | Gunter Demnig                        |             | reliëf             | Zie Lijst van Stolpersteine in Moerdijk | Zevenbergen         |                               |                                           |       |

Alphen-Chaam ·
Altena ·
Asten ·
Baarle-Nassau ·
Bergeijk ·
Bergen op Zoom ·
Bernheze ·
Best ·
Bladel ·
Boekel ·
Boxtel ·
Breda ·
Cranendonck ·
Deurne ·
Dongen ·
Drimmelen ·
Eersel ·
Eindhoven ·
Etten-Leur ·
Geertruidenberg ·
Geldrop-Mierlo ·
Gemert-Bakel ·
Gilze en Rijen ·
Goirle ·
Halderberge ·
Heeze-Leende ·
Helmond ·
's-Hertogenbosch ·
Heusden ·
Hilvarenbeek ·
Laarbeek ·
Land van Cuijk ·
Loon op Zand ·
Maashorst ·
Meierijstad ·
Moerdijk ·
Nuenen, Gerwen en Nederwetten ·
Oirschot ·
Oisterwijk ·
Oosterhout ·
Oss ·
Reusel-De Mierden ·
Roosendaal ·
Rucphen ·
Sint-Michielsgestel ·
Someren ·
Son en Breugel ·
Steenbergen ·
Tilburg ·
Valkenswaard ·
Veldhoven ·
Vught ·
Waalre ·
Waalwijk ·
Woensdrecht ·
Zundert